# Ferritin
Ferritin (FT) (lat. ferrum, ‚Eisen‘), auch Depot-Eisen, ist ein Proteinkomplex, der in Tieren, Pflanzen und Bakterien vorkommt, wo er als Speicherstoff für Eisen dient. Im Menschen findet sich Ferritin hauptsächlich in der Leber, Milz und im Knochenmark. Bei gesunden Menschen sind ca. 20 % des gesamten Eisens in Ferritin gespeichert. Mutationen der Gene, die für Ferritin-Untereinheiten codieren, können erbliche Stoffwechselerkrankungen verursachen (siehe Tabelle im Text).
Obwohl sich das meiste Ferritin innerhalb der Zellen befindet, ist die Ferritinkonzentration im menschlichen Blutserum ein aussagekräftiges Maß für den gesamten Eisenspeicher des Organismus. Die Bestimmung des Ferritinspiegels ist heutzutage Routine in der Labordiagnostik und hat vor allem bei der Hämochromatose einen hohen Stellenwert. Obwohl Generationen von Ärzten gelernt haben, dass das Ferritin ein geeigneter Laborparameter zur Diagnose eines Eisenmangels sei, empfehlen neuere Studien, die Transferrinsättigung hierfür heranzuziehen. Zum einen ist das Ferritin ein Akute-Phase-Protein und würde bei Entzündungen durch einen normalen bzw. erhöhten Wert einen Eisenmangel maskieren (Fehldiagnose=Unterdiagnostik), zum anderen kann durch Eiweißmangel, Leberschäden und mangelnde Synthese des Ferritin ein Eisenmangel vorgetäuscht werden, ohne dass dieser auch tatsächlich vorliegt (Fehldiagnose=Überdiagnostik). Bei Verdacht auf Eisenmangel empfiehlt sich daher immer auch die – zusätzliche – Bestimmung der Transferrinsättigung und des MCV (mittleres corpuskuläres Erythrozyten-Volumen = Erythrozytengröße) im Blutbild, da diese einen Eisenmangel zuverlässiger nachweisen als das Ferritin allein. Einen Verdacht auf Eisenüberladung kann bei gleichzeitigem Ausschluss einer Entzündung (parallele CrP-Bestimmung) das Ferritin jedoch zuverlässig bestätigen und stellt eine geeignete Methode dar, wobei auch hier zusätzliche (gentechnische) Untersuchungen angeraten sind, um eine Hämochromatose (Eisenüberladung) diagnostisch zu sichern.

## Struktur und Vorkommen
Ferritine sind etwa acht Nanometer große, mit Eisenhydroxid-Oxid gefüllte scheibenförmige Proteine, die aus 24 Proteinuntereinheiten aufgebaut sind (s. Bild). Die Untereinheiten haben eine Länge von etwa 150 bis 160 Aminosäuren im Bakterioferritin, 170 bis 180 Aminosäuren im tierischen und bis über 200 Aminosäuren im pflanzlichen Ferritin. Die Proteinhülle ohne Eisenatome im Kern wird Apoferritin genannt und hat eine Masse von 400 kDa. Zusammen mit den etwa 4500 Eisenatomen hat ein Ferritinkomplex beim Menschen damit etwa eine Masse von 900 kDa.
Pflanzliches Apoferritin findet sich in zwei Isoformen in den Chloroplasten. Das menschliche Ferritin besteht aus zwei verschiedenen Untereinheiten, der L (light) chain und der H (heavy) chain. Die heavy chain beinhaltet eine Eisenbindestelle, welche auch ein Ferrooxidasezentrum besitzt, um Eisen auf III+ zu oxidieren. Die light chain hat keine enzymatische Aktivität, ist aber für den Transport der Eisenatome in den Kern verantwortlich. Die Zusammensetzung des Ferritins ist je nach Organ verschieden. Das Ferritin im Herzen und im Hirn weist wesentlich mehr H-Ferritin auf, wohingegen in der Milz und der Leber das L-Ferritin überwiegt, da dort die Eisenlagerungsfunktion überwiegt.
| Gen-Name (HGNC) | Genlocus     | Länge (AA) | UniProt | OMIM   | Pathologie                                               |
| --------------- | ------------ | ---------- | ------- | ------ | -------------------------------------------------------- |
| FTL             | 19q13.3-13.4 | 174        | P02792  | 134790 | Hyperferritinämie-Katarakt-Syndrom; Neuroferritinopathie |
| FTH             | 11q12-q13    | 182        | P02794  | 134770 | Eisenüberladung, autosomal dominant                      |
| FTMT            | 5q21.3       | 193        | Q8N4E7  | 608847 |                                                          |

## Biosynthese und biologische Funktion
Eisenionen im Zytosol binden an dort vorliegende latente mRNA-Moleküle, die für FTL (leichte Kette) bzw. für FTH (schwere Kette) codieren, und verursachen ihre Aktivierung und Bindung an Ribosomen mit nachfolgender Translation. Bei Absinken des Eisenspiegels verliert eine bestimmte Aconitase ihre [4Fe-4S]-Cluster, agiert in der Folge als Eisenregulationsprotein (IRP) und hemmt die Ferritintranslation durch Bindung an eisenresponsive Elemente (IRE) in der Ferritin-mRNA.
Die Aufgaben des Ferritin sind Oxidation von Eisen(II), Transport von Eisen(III) in das Molekülinnere, Aufbau des Eisenminerals im Innern und Mobilisierung dieses Eisens bei Bedarf.
Um die Höhlung des Ferritin mit Eisen zu füllen, wird poly(rC) binding protein-1 (PCBP1) als Chaperon benötigt.
Mitochondriales Ferritin (FTMT) kann während pathologischer Zustände als zusätzlicher Eisenspeicher in Mitochondrien dienen. Neben Ferritin sind Hämoglobin und Hämosiderin die wichtigsten Speicherformen des Eisens im Organismus (Anteil ca. 50 bzw. 30 %).

## Labordiagnostik

### Referenzbereich
Für Ferritin gelten für den Menschen folgende Referenzwerte:
Säuglinge:
- Nabelschnurblut 30–276 ng/ml
- 2.–3. Woche 90–628 ng/ml
- 1. Monat 144–399 ng/ml
- 2. Monat 87–430 ng/ml
- 4. Monat 37–223 ng/ml

Kinder:
- 6 Monate bis 15. Lebensjahr 50–140 ng/ml[9]

Frauen:
- 16.–50. Lebensjahr 22–112 ng/ml

- 65.–90. Lebensjahr 13–651 ng/ml

Männer:
- 16.–50. Lebensjahr 34–310 ng/ml
- 65.–87. Lebensjahr 4–665 ng/ml

### Ferritinwert zu niedrig
- Eisenmangel

### Ferritinwert zu hoch
- Hämochromatose
- Tumoranämie
- Infektanämie
- Thalassämie